# Pio V. Corpuz
Pio V. Corpuz (Bayan ng Pio V. Corpuz) är en kommun i Filippinerna. Kommunen tillhör provinsen Masbate och ligger på ön med samma namn. Folkmängden uppgår till 23 236 invånare år 2015.

## Barangayer
Pio V. Corpuz är indelat i 18 barangayer.
| - Alegria - Buenasuerte - Bugang - Bugtong - Bunducan - Cabangrayan - Calongongan - Casabangan - Guindawahan | - Labigan - Lampuyang - Mabuhay - Palho - Poblacion - Salvacion - Tanque - Tubigan - Tubog |